# Тюемойнак
Тюемойнак (каз. Түйемойнақ) — село в Улытауском районе Карагандинской области Казахстана. Входит в состав Сарысуского сельского округа. Код КАТО — 356075500.

## Население
В 1999 году население села составляло 162 человека (98 мужчин и 64 женщины). По данным переписи 2009 года, в селе проживало 127 человек (89 мужчин и 38 женщин).